# Agathirsia rufula
Agathirsia rufula är en stekelart som beskrevs av John Obadiah Westwood 1882. Agathirsia rufula ingår i släktet Agathirsia och familjen bracksteklar. Inga underarter finns listade i Catalogue of Life.